# لرکر
لِرکِر (به انگلیسی: lurker) یا تماشاچی در فرهنگ اینترنت به شخصی گفته می‌شود که در اجتماعات آنلاین به مشاهده نوشته‌ها و آثار دیگران می‌پردازد ولی خود به‌طور فعال در فعالیت‌ها شرکت نمی‌کند. البته تعریف دقیق لِرکِر به زمینهٔ مورد نظر بستگی دارد. لرکرها جمعیت زیادی را در جوامع آنلاین به خود اختصاص می‌دهند. لِرکِر بودن به شخص اجازه می‌دهد تا به بررسی اجتماع مورد نظر بپردازد و قبل از فعالیت در آن به قواعد و ویژگی‌های شرکت در آن اجتماع آگاه شود. اگرچه عدم روابط اجتماعی در لِرکِرها می‌تواند به تنهایی و انزوای آنها منجر شود.
لِرکِرها را با نام‌های مختلف دیگری همچون براوزر (browsers)، مشارکت‌کنندگان تنهاخواندنی (read-only participants)، مشارکت‌کنندگان غیرعمومی، زیرآبی‌ها (در فارسی) و غیره نیز می‌شناسند.

## تاریخچه
از ابتدای به وجود ارتباطات کامپیوتری، لِرکِر بودن یا نبودن یکی از دغدغه‌های اعضای اجتماعات آنلاین بوده‌است. اما تاریخچه بکارگیری واژه لِرکِر به نیمهٔ سده چهاردهم میلادی می‌رسد که برای نامیدن افرادی بکار می‌رفت که خود را برای انجام کاری پنهان می‌کردند که هدف آن‌ها می‌توانست خبیثانه باشد. در میانه دههٔ ۱۹۸۰ بکارگیری واژه لِرکِر در بی‌بی‌اس شروع شد که کاربران در آن با یک خط تلفن فایل‌هایی را بارگذاری می‌کردند و نظر می‌دادند. از افرادی که از منابع استفاده می‌کردند انتظار می‌رفت که داده‌هایی به اشتراک بگذارند و بیهوده خط تلفن را اشغال نکنند. به این افراد معمولاً با دید منفی نگریسته شده و بدست مدیریت از سیستم بیرون انداخته می‌شدند.
امروزه به لِرکِرها با دیدی مثبت یا منفی نگریسته می‌شود. در برخی اجتماعات اینترنتی آن‌ها را افرادی می‌دانند که تنها استفاده می‌برند و کمکی به اجتماع مورد نظر نمی‌کنند. اما در برخی دیگر، لِرکِر بودن را تشویق می‌کنند تا افراد پیش از شروع به کار در آن اجتماع، ابتدا به قوانین و افراد کلیدی جامعهٔ مورد نظر آگاه شوند. وجود لِرکِرها معمولاً می‌تواند برای دریافت تبلیغات نیز مفید باشد.

## منطق
لورکرها بیشتر از آنکه مشارکت کنند به دلایل مختلف تماشاچی هستند. لوکرهای زیادی نظر شان ایت است که همین که مرورگری کنند برایشان بس است. بعضی دیگر از کاربران نیز به این دلیل تماشاچی‌گری را انتخاب می‌کنند تا کار را یاد بگیرند و وقتی حرفه‌ای شدند مشارکت را شروع کنند، بدین ترتیب مشارکت یا پست زائد نداشته باشند و با موضوعات گفتگوها بیشتر آشنا شوند.